# توماس مارينسن
توماس مارينسن (بالهولندية: Thomas Marijnissen) هو لاعب كرة قدم هولندي في مركز الوسط، ولد في 29 ديسمبر 1998 في بريدا في هولندا. لعب مع ناك بريدا.

## وصلات خارجية
- توماس مارينسن على موقع قاعدة بيانات كرة القدم.إي يو (الإنجليزية)
- توماس مارينسن على موقع Soccerway.com (الإنجليزية)
- توماس مارينسن على موقع عالم كرة القدم.نت (الإنجليزية)